# 江穎麗
江穎麗（1992年10月8日—），原名江美慧，台灣女子羽球選手，為合作金庫羽球隊成員。就讀臺北市立大學。

## 簡歷
江美慧從小學三年級時就參加羽球隊。國中就讀臺北市立中山國民中學，在一年級時，已贏得全中運女單冠軍，國二時晉升甲組，從國三開始就經常入選國家隊，曾兩度代表中華台北參加亞青賽及一次世青賽。
2010年，其時就讀松山高中的江美慧代表中華台北參加在新加坡舉行的首屆青年奧林匹克運動會。
2012年11月，江美慧出戰歐洲，接連參加在冰島、挪威、蘇格蘭和威爾斯舉行的國際賽。其中，她在冰島國際賽擊敗俄羅斯對手，贏得在個人國際賽事的首個女單冠軍；此外，她又與周天成搭檔贏得混雙冠軍。在歐洲行的最後一站，江美慧再次於威爾斯國際賽摘冠。
2016年3月，江美慧打進紐西蘭黃金大獎賽女單準決賽，最終以0比2（13-21、8-21）不敵大會頭號種子韓國成池鉉出局，但仍締造了個人參加國際賽的最好成績。接著同年的9月，江美慧首次參加在俄羅斯所舉辦的世界大學錦標賽，一舉拿下混合團體的冠軍和個人女子單打項目的亞軍。
2017年1月，江美慧在中華民國106年度第1次全國羽球排名賽女子單打決賽以2比1擊敗李佳馨，個人生涯首次在排名賽封后。
2018年3月，江美慧在德國羽毛球公開賽闖入女子單打八強，最終以0比2（13-21、16-21）不敵四號種子、中國的陳雨菲。

## 主要比賽成績
只列出曾進入準決賽的國際賽事成績：
| 年份   | 賽事                     | 公開賽級別 | 項目     | 搭檔   | 成績   |
| ------ | ------------------------ | ---------- | -------- | ------ | ------ |
| 2012年 | 冰島羽毛球國際賽         | 國際系列賽 | 女子單打 | －     | 冠軍   |
| 2012年 | 冰島羽毛球國際賽         | 國際系列賽 | 混合雙打 | 周天成 | 冠軍   |
| 2012年 | 威爾斯羽毛球國際賽       | 國際挑戰賽 | 女子單打 | －     | 冠軍   |
| 2013年 | 越南羽毛球國際挑戰賽     | 國際挑戰賽 | 女子雙打 | 洪詩涵 | 準決賽 |
| 2013年 | 波蘭羽毛球國際賽         | 國際系列賽 | 女子雙打 | 許雅晴 | 亞軍   |
| 2014年 | 奧克蘭羽毛球國際賽       | 國際系列賽 | 女子單打 | －     | 亞軍   |
| 2016年 | 紐西蘭羽毛球黃金大獎賽   | 黃金大獎賽 | 女子單打 | －     | 準決賽 |
| 2016年 | 世界大學生羽毛球錦標賽   | 其他       | 混合團體 | －     | 冠軍   |
| 2016年 | 世界大學生羽毛球錦標賽   | 其他       | 女子單打 | －     | 亞軍   |
| 2017年 | 世界大學運動會羽毛球比賽 | 其他       | 混合團體 | －     | 金牌   |
| 2017年 | 世界大學運動會羽毛球比賽 | 其他       | 女子單打 | －     | 銅牌   |
| 2023年 | 盧森堡羽毛球公開賽       | 國際系列賽 | 女子單打 | －     | 亞軍   |

| 2007-2017年 | 首要超級賽 | 超級賽 | 黃金大獎賽 | 大獎賽 | 國際挑戰賽 | 國際系列賽 | 未來系列賽 | 其他 |

| 2018-2026年 | 總決賽 | 超級1000賽 | 超級750賽 | 超級500賽 | 超級300賽 | 超級100賽 | 國際挑戰賽 | 國際系列賽 | 未來系列賽 | 其他 |